# Gian Domenico Romagnosi

Gian Domenico Romagnosi

Gian Domenico Romagnosi (Aussprache des Nachnamens: [romaɲˈɲo:si]; * 13. Dezember 1761 in Salsomaggiore Terme, Provinz Parma; † 8. Juni 1835 in Mailand) war italienischer Jurist, Ökonom, Philosoph und Physiker.

## Leben
Romagnosi besuchte ab 1775 das Collegium Alberoni und seit 1781 die Universität Parma, wo er sein Studium 1786 abschloss.
Bereits 1802, also 18 Jahre vor Hans Christian Ørsted, publizierte er über die ablenkende Wirkung des Stroms auf eine Magnetnadel, was aber nicht beachtet wurde, da er in einer nur lokal und nicht europaweit von Wissenschaftlern gelesenen Tageszeitung veröffentlichte (Gazetta di Trentino, 3. August 1802). Nach dem Bekanntwerden von Oersteds Entdeckung 1820 gab es aber schon von italienischer Seite  (Pietro Configliachi, Herausgeber des Giornale di Fisica) Plagiatsvorwürfe mit Bezug auf Romagnosi. Als weiteren Vorläufer wurde damals der Genueser Chemieprofessor J. Mojon zitiert. Romagnosi selbst scheint seiner Beobachtung keine Bedeutung beigemessen zu haben und verfolgte sie nicht weiter. Er erhob selbst auch keine Prioritätsansprüche.
In Italien prägte er die Grundsätze des Strafrechts seiner Zeit. Romagnosi wurde 1803 Lehrer des Staatsrechts in Parma, 1806 Rat im Justizministerium und Professor des Zivilrechts in Padua, infolge politischer Verfolgungen verließ er Italien und wurde 1824 Professor des Rechts an der Universität in Korfu. Er starb in Mailand.
Romagnosi ist als Philosoph aus der Schule der französischen Sensualisten hervorgegangen, huldigt in metaphysischer Hinsicht dem Naturalismus, in erkenntnistheoretischer aber dem subjektiven Idealismus, welcher über jene hinausgeht.
In seiner Vaterstadt wurde ihm ein Denkmal errichtet.

## Schriften

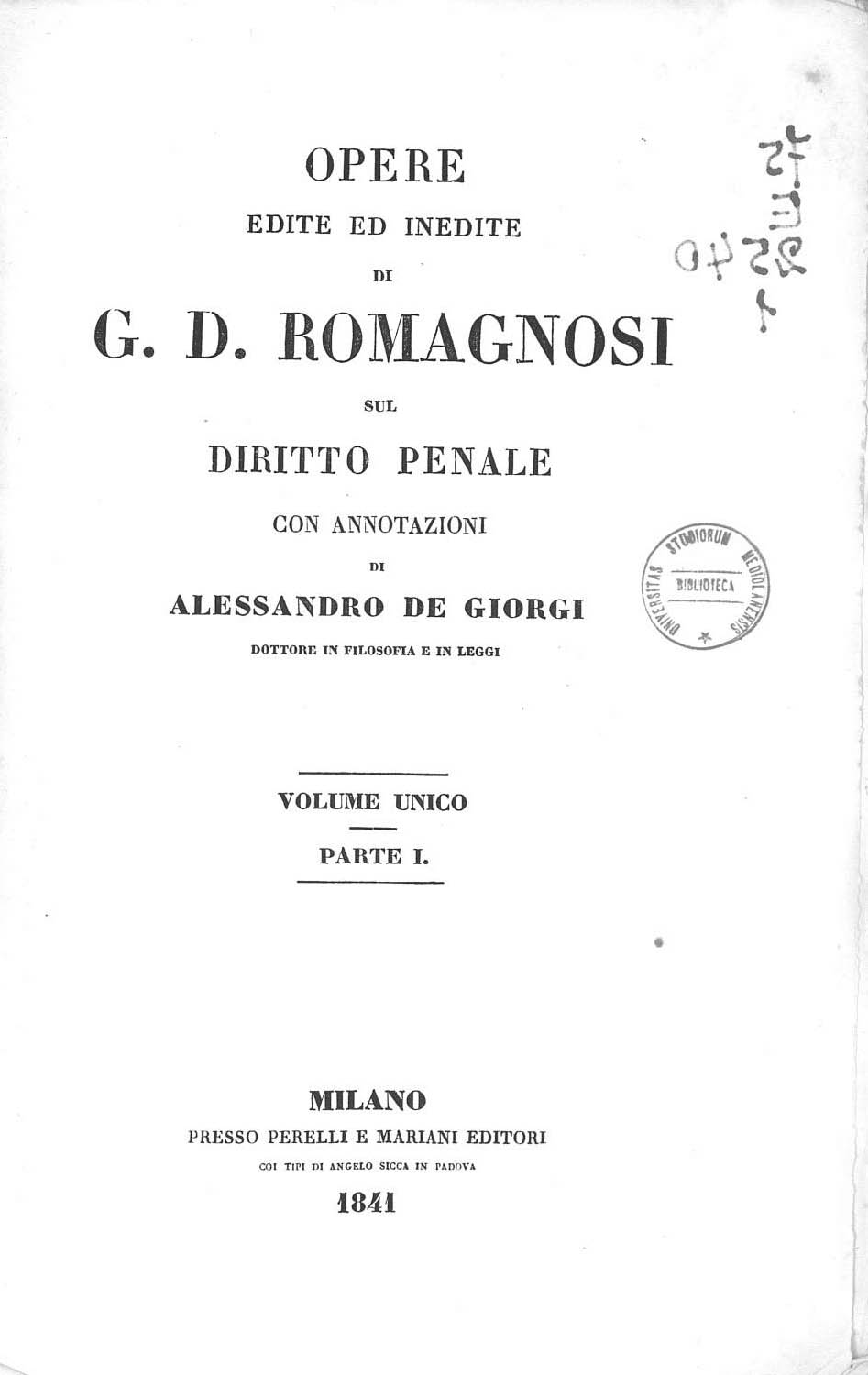
Opere, I, 1841

Rechts- und staatswissenschaftliche Schriften
- Genesi del diritto penale. Pavia 1791; 4. Aufl., Florenz 1832
  - Genesis des Strafrechtes von J. D. Romagnosi. Aus dem Italienischen. Von Heinrich Luden, Doctor der Rechte und der Philosophie, Privatdocenten zu Jena. Deutsch von Heinrich Luden, Jena: in der Bran’schen Buchhandlung, 1833–34, 2 Bde.
- Sulla crescente popolazione (Florenz 1830)

Philosophische Schriften
- Che cosa è la mente sana?
- La suprema economia dell’umano sapere und
- Vedute fondamentali sull’arte logica (seine Hauptwerke) zu nennen.
- Opere, 19 Bände, Florenz 1832–1835, und 15 Bände, Mailand 1836–1845
  - Opere. Band 1. Perelli e Mariani, Mailand 1841 (italienisch, beic.it).
  - Opere. Band 2. Perelli e Mariani, Mailand 1842 (italienisch, beic.it).
- Scritti filosofici, 2 Bände, Florenz, Le Monnier 1960. Mailand, Ceschina, 1974.